# Epicephala periplecta
Epicephala periplecta är en fjärilsart som först beskrevs av Diakonoff 1955.  Epicephala periplecta ingår i släktet Epicephala och familjen styltmalar.
Artens utbredningsområde är Papua Nya Guinea. Inga underarter finns listade i Catalogue of Life.